# The Old Republic (série littéraire)
Cet article concerne la série littéraire. Pour le jeu vidéo qui en est à l'origine, voir Star Wars: The Old Republic.
The Old Republic (titre original : The Old Republic) est une série littéraire de science-fiction placée dans l'univers étendu de Star Wars.

## Résumé
Lors d'une vente aux enchères organisée par Tassaa Bareesh la Hutt, différents invités tels que l'Empire et la République essayent de se procurer le gros lot : des morceaux de métal fondu d'un vaisseau qui proviendrait d'un monde inconnu. Mais alors que la vente est sur le point d'avoir lieu, un padawan Jedi, une apprentie Sith ainsi que d'autres invités incognito comme un mandalorien, un ancien soldat et un contrebandier vont tous tenter de s'emparer de l'objet. Or après que l'objet de tous les désirs se soit révélé être une arme mortelle, tous vont devoir s'unir afin d'empêcher un désastre.
Dark Malgus a détruit le temple Jedi de Coruscant. Durant la bataille Malgus a tué le Maître Jedi Ven Zallow mais son maître n'a plus besoin de ses services et cherche à l'éliminer. Pendant ce temps, une padawan Aryn Leneer pleure son maître et décide de tout faire pour se venger. Malgus est donc la proie de ces deux complots qui cherchent à le faire disparaître.
Revan est revenu au côté lumineux de la Force, après être devenu un agent du côté obscur durant son séjour dans la Bordure extérieur. Le conseil Jedi a en effet effacé sa mémoire mais depuis il est hanté par des cauchemars et une peur omniprésente. Sa mémoire a beau avoir été effacée, des bribes de son voyage sont restées mais il ne sait pas comment les interpréter, que lui est-il vraiment arrivé ? Une nouvelle menace est pourtant en route et un ennemi puissant avec elle, Revan devra l'affronter mais aussi affronter son propre passé pour survivre.

## Personnages
- Bastila Shan : Chevalier Jedi (humaine)
- Canderous Ordo : Mercenaire (Mandalorien)
- Dark Nyriss : Membre du Conseil Noir (Sith au sang pur)
- Dark Xedrix : Membre du Conseil Noir (Humain)
- Meetra Surik : Chevalier Jedi (Humaine)
- Murtog : Chef de la sécurité (Humain)
- Revan : Maître Jedi (humain)
- Scourge : Seigneur Sith (Sith au sang pur)
- Sechel : conseiller de Dark Nyriss (Sith au sang pur)
- T3-M4 : Astromec (droide)
- Vitiate/Tenebrae : Empereur Sith (Sith au sang pur/Multiples corps)

### Aryn Leneer
Aryn Leneer était un chevalier jedi et avait pour Maître Ven Zallow. Devenue orpheline, elle fut formée par l'Ordre Jedi. Un être sensible à la Force sur la planète Balmorra, Aryn Leneer fut découvert par le Maître Jedi Ven Zallow à un âge précoce et emmenée au Temple Jedi sur Coruscant pour l'induction de l'ordre Jedi et de la formation dans les voies de la Force. Ven Zallow reprit la formation de Aryn immédiatement, et elle apprit rapidement que sa vie devait être consacrée exclusivement à l'Ordre et de ses enseignements. Pendant les heures supplémentaires, Aryn Leneer développa un lien affectif avec Ven Zallow, comme elle le percevait non seulement comme un enseignant, mais aussi comme un père. Ayant participé à la construction d'un sabre laser à lame bleue, Aryn fut aussi connue pour avoir combattu avec une lame jaune-teintes. Aryn fut finalement faite Chevalier Jedi et fut membre de l'escouade du Chaos avec Zeerid Korr dans les premiers jours de la Grande Guerre Galactique, comme elle lutta contre l'Empire Sith au nom de la République. Formidable combattante avec un sabre laser, elle fut très respectée par ses coéquipiers. En plus de son talent avec un sabre laser, Aryn développa ses capacités pendant la guerre, afin de l'utiliser pour booster le moral parmi ses camarades. Aryn, en particulier, fut liée avec Zeerid Korr quand elle l'aida à faire face à la mort de sa femme et la paralysie de sa fille. Lorsque la flotte impériale envahit la planète Alderaan, Aryn Leneer combattit aux côtés des forces armées d'Alderaan à tenir de l'attaque impériale. Brandissant son sabre laser et utilisant la Force, Aryn aida Satele Shan et d'autres forces à renverser la vapeur afin de repousser l'invasion. Lorsque Alderaan fut sauvée, Aryn Leener partit rejoindre Satele Shan dans le cadre de la délégation de la République pour la signature d'un traité de paix avec l'Empire Sith. Dirigée par Dar'Nala et le sénateur Paran Am-Ris, Aryn se trouva dans le bâtiment du Haut Conseil sur Alderaan avec son ami Syo Bakarn également un chevalier jedi, quand elle détecta la mort de son maître à travers la Force. En effet, les sith avaient trahi la République et attaqué Coruscant, conduisant à la mort Ven Zallow et beaucoup d'autres Jedi. Après un bref éclat impliquant une attaque contre des membres de la délégation Sith, Aryn quitta sa chambre où elle réussit à s'échapper du bâtiment du Haut Conseil et partit pour le spatioport d'Eeseen. En dépit d'être repéré par les Jedi Vollen Sor et son padawan Keevo, Aryn réussit à quitter la planète et afin de se joindre à Zeerid Korr sur la planète Vulta. Faisant de l'auto-stop à bord du Fatman, Aryn partit sur Coruscant avec pour mission de découvrir l'assassin de son maître. Ayant trouvé le Temple Jedi en ruines, Aryn reconstitua les indices sur le meurtrier de son maître, découvrant que c'était Dark Malgus qui avait mené l'attaque. Par la suite, elle décida d'attendre ce dernier vers les ruines du Temple, lorsque le moment arriva, Aryn Leneer conclut un duel avec le Seigneur Sith, et à la suite d'un violent combat, elle quitta la première bataille. Aryn, qui fut pleine de haine, pensa qu'elle pouvait infliger plus de douleur en faisant souffrir la servante de Malgus, Eleena Daru. Après s'en être pris à cette dernière, elle abandonna sa colère excessive et soif de vengeance en décidant d'épargner la Twi'lek. Peu après, elle affronta de nouveau Malgus, mais cette fois-ci, elle ne put rien faire face à cet adversaire coriace qui utilisa ses pouvoirs de la Force pour vaincre la jedi, et mettre fin à la bataille. Cependant, remarquant comment Eleena fut épargnée, le sith n'alla pas jusqu'à tuer la jedi. Il épargna Aryn Leneer en lui rendant ses sabres lasers, avant de lui conseiller de partir.
Après les événements sur Coruscant, Aryn Leneer démissionna de son rang de Chevalier Jedi et partit pour Dantooine où elle retrouva son ami Zeerid Korr qui avait également pris sa retraite de la guerre afin de devenir fermier et de s'occuper de sa fille.

## Chronologie
1. Alliance fatale (Fatal Alliance) - 3643 av. BY.
2. Complots (Deceived) - 3653 av. BY.
3. Revan (Revan) - Entre 3956 à 3951 av. BY.
4. Annihilation (Annihilation) - 3640 av. BY.

## Alliance fatale
Alliance fatale est écrit par Sean Williams. Il est publié sous son titre original, Fatal Alliance, aux États-Unis par Del Rey Books le 20 juillet 2010,. Il est traduit en français par Thierry Arson et publié par les éditions Fleuve noir le 23 juin 2011, avec alors 529 pages,.

## Complots
Complots est écrit par Paul S. Kemp. Il est publié sous son titre original, Deceived, aux États-Unis par Del Rey Books le 22 mars 2011,. Il est traduit en français par Thierry Arson et publié par les éditions Fleuve noir le 8 décembre 2011, avec alors 374 pages,.

## Revan
Revan est écrit par Drew Karpyshyn. Il est publié aux États-Unis par Del Rey Books le 15 novembre 2011,. Il est traduit en français par Thierry Arson et publié par les éditions Fleuve noir le 19 avril 2012, avec alors 378 pages,.

## Annihilation
Annihilation est écrit par Drew Karpyshyn. Il est publié aux États-Unis par Del Rey Books le 13 novembre 2012,. Il est traduit en français par Thierry Arson et publié par les éditions Pocket le 14 août 2014, avec alors 416 pages,.